# USS Seal (SS-183)
USS Seal (SS-183) – amerykański okręt podwodny typu Salmon. W trakcie drugiej wojny światowej "Seal" wziął udział w wojnie na Pacyfiku.